# Distretto di Phu Wiang
Il distretto di Phu Wiang (in thailandese: ภูเวียง) è un distretto (amphoe) della Thailandia, situato nella provincia di Khon Kaen.